# Tibellus cobusi
Tibellus cobusi – gatunek pająków z rodziny ślizgunowatych. 

## Taksonomia
Takson ten opisany został po raz pierwszy w 1994 roku przez Annette van den Berg i Annę Sophię Dippenaar-Schoeman na łamach „Koedoe”. Jako lokalizację typową wskazano Sterkriverdam w Potgietersrus w Południowej Afryce.

## Morfologia
Samce osiągają od 6,1 do 6,3 mm długości ciała przy karapaksie długości od 2 do 2,5 mm i szerokości od 1,6 do 1,8 mm, natomiast samica pozostaje nieopisana. Kształt ciała jest spłaszczony i wydłużony. Prosoma samca jest 1,3 raza dłuższa niż szersza. Ubarwienie karapaksu jest słomkowe z brązową przepaską wzdłuż środka złożoną z brązowych szczecinek, kropek i kresek, założonymi z brązowych szczecinek i ciemnobrązowych kropek przepaskami krawędziowymi oraz z bladobrązową okolicą oczu. Na szczękoczułkach obecne jest nieregularne, bladoszare nakrapianie i długie szczecinki. Długie i smukłe odnóża są bladożółte z rozproszonymi bladobrązowymi paskami, a na spodzie goleni dwóch pierwszych par z jasnoszarymi maźnięciami. Kolejność par odnóży od najdłuższej do najkrótszej to: II, IV, I, III. Golenie pary pierwszej i drugiej mają na spodzie po trzy pary szczecinek makroskopowych brzusznych. Opistosoma (odwłok) ma wierzch słomkowobiały z podłużnymi przepaskami środkową i bocznymi złożonymi z czarnych kropek. Po jej bokach leży ponado kilka nieregularnych czarnych plamek. Spód opistosomy również jest słomkowobiały.
Nogogłaszczki mają goleń pozbawioną apofizy wentralnej i o apofizie retrolateralnej wykształconej w formie krótkiej, tępej listewki. Biorący początek w przednio-bocznej części tegulum embolus ku szczytowi stopniowo zakrzywia się w bok tak, że wierzchołkiem zbliżony jest do tegulum.

## Ekologia i występowanie
Pająk spotykany na wydmach. Dorosłe samce obserwowano w listopadzie i czerwcu.
Gatunek afrotropikalny, znany z Somalii, Mozambiku i RPA.